# Jean Delannoy
Jean Delannoy (Noisy-le-Sec, 12 gennaio 1908 – Guainville, 18 giugno 2008) è stato un regista, sceneggiatore e montatore francese, molto apprezzato nel suo paese e all'estero.
Vinse il Grand Prix du Festival al Festival di Cannes 1946 con il film Sinfonia pastorale. In seguito  presentò in concorso al Festival anche Risorgere per amare (1947) e Maria Antonietta, regina di Francia (1955) e partecipò come giurato all'edizione del 1973.
Nel 1986 fu insignito del Premio César onorario.

## Biografia
All'età di 17 anni, pur di lavorare nel cinema, Delannoy si fece scritturare in qualità di generico e, dal 1930 al 1937, curò come montatore più di 75 film.
Diventato aiuto-regista di Jacques Devol e in seguito di Felix Gandera, nel 1937 diresse un cortometraggio giallo Ne tuez pas Dolly, che si rivelò però piuttosto mediocre. I suoi primi film appartengono al genere poliziesco o avventuroso e sono formalmente accurati e di un certo impegno, come L'immortale leggenda (1943), dove Delannoy riuscì a tradurre con efficacia il soggetto di Jean Cocteau.
Con i film Sinfonia pastorale (1946) e Risorgere per amare (1947), girati nel dopoguerra e tratti da lavori di André Gide e Jean-Paul Sartre, Delannoy iniziò ad assumere un posto di rilievo nel cinema francese. Nel 1950 il film Dio ha bisogno degli uomini ebbe un particolare successo: la struttura filmica si basava su un contrasto tra laicità e fede che Delannoy seppe affrontare con estrema serietà.
Delannoy fu indubbiamente un regista di grandi capacità tecniche che seppe produrre opere di tutto rispetto come Cani perduti senza collare (1955), Il gobbo di Notre Dame  (1956), La principessa di Cleves (1961), Il più grande colpo del secolo (1967), Dossier 212: destinazione morte (1970), e altri.

## Filmografia parziale
- Tamara (Tamara la complaisante) (1937)
- Macao l'inferno del gioco (Macao, l'enfer du jeu) (1942)
- L'ombra del male (L'Assassin a peur la nuit) (1942)
- L'immortale leggenda (L'éternel retour) (1943)
- Il cavaliere di Lagardère (Le Bossu) (1944)
- Sinfonia pastorale (La Symphonie pastorale) (1946)
- Risorgere per amare (Les Jeux sont faits) (1947)
- Con gli occhi del ricordo (Aux yeux du souvenir) (1948)
- Il segreto di Mayerling (Le Secret de Mayerling) (1949)
- Dio ha bisogno degli uomini (Dieu a besoin des hommes) (1950)
- Ragazzo selvaggio (Le Garçon sauvage) (1951)
- L'ora della verità (La Minute de vérité) (1952)
- Domanda di grazia (Obsession) (1954)
- Il letto (Secrets d'alcôve) (Episodio Il letto della Pompadour), (1954)
- Maria Antonietta, regina di Francia (Marie-Antoinette reine de France) (1955)
- Cani perduti senza collare (Chiens perdus sans collier) (1955)
- Il gobbo di Notre Dame (Notre-Dame de Paris) (1956)
- Il commissario Maigret (Maigret tend un piège) (1958)
- Maigret e il caso Saint-Fiacre (Maigret et l'affaire Saint-Fiacre) (1959)
- La casa sul fiume (Guinguette) (1959)
- Il barone (Le Baron de l'écluse) (1960)
- L'appuntamento (Le Rendez-Vous) (1961)
- La principessa di Clèves (La Princesse de Clèves) (1961)
- Venere imperiale (1962)
- Le amicizie particolari (Les Amitiés particulières) (1964)
- Operazione maggiordomo (Le Majordome) (1965)
- L'amante italiana (Les Sultans) (1966)
- Racconti a due piazze (Lit à deux places) (1966)
- Il più grande colpo del secolo (Le Soleil des voyous) (1967)
- Dossier 212: destinazione morte (La Peau de torpédo) (1970)
- Bernadette (1988)
- La passione di Bernadette (La Passion de Bernadette) (1989)